# Черобен, Абрахам
Абрахам Наибеи Черобен (род. 11 октября 1992, Кения) — кенийский легкоатлет, бегун на длинные дистанции.
Выступать на международных соревнованиях начал в 2012 году. 14 октября занял 6-е место на 10-километровом пробеге в Реннсесе. 21 октября занял 4-е место на полумарафоне в Реймсе — 1:03.53. В 2013 году выступил на трёх полумарафонах. 7 апреля в Рабате — 1:01.12, 1 сентября в Лилле — 1:01.32, 20 октября в Валенсии — 1:00.38.
С 2016 года выступает за Бахрейн, представлял Бахрейн на Олимпийских играх в Рио-де-Жанейро, где занял 10-е место.

## Достижения
- Победитель 25-километрового пробега BIG 25 2014 года — 1:11.47
- 2-е место на Берлинском полумарафоне 2014 года — 59.14
- Победитель Валенсийского полумарафона 2014 года — 58.48